# Moon Landing
Albums de James Blunt
Trouble Revisited
(2011) The Afterlove
(2017)
Singles
1. Bonfire Heart
Sortie : 4 octobre 2013
2. Heart to Heart
Sortie : 3 février 2014
3. Postcards
Sortie : 19 mai 2014

Moon Landing est le quatrième album studio du musicien anglais James Blunt sorti le 18 octobre 2013 au Royaume-Uni. Le single Bonfire Heart est publié le 4 octobre 2013.

## Liste des titres
| No  | Titre          | Auteur                         | Durée |
| --- | -------------- | ------------------------------ | ----- |
| 1.  | Face the Sun   | James Blunt, Steve Robson      | 4:03  |
| 2.  | Satellites     | Blunt, Claude Kelly, Steve Mac | 3:12  |
| 3.  | Bonfire Heart  | Blunt, Ryan Tedder             | 3:58  |
| 4.  | Heart to Heart | Blunt, Daniel Parker, Robopop  | 3:29  |
| 5.  | Miss America   | Blunt, Hector, Mac             | 3:07  |
| 6.  | The Only One   | Blunt, Hector, Mac             | 3:41  |
| 7.  | Sun on Sunday  | Blunt, Kelly, Mac              | 3:18  |
| 8.  | Bones          | Blunt, Hector, Mac             | 2:53  |
| 9.  | Always Hate Me | Blunt, Ammar Malik             | 3:37  |
| 10. | Postcards      | Blunt, Hector, Mac             | 4:46  |
| 11. | Blue on Blue   | Blunt, Steve McEwan            | 3:53  |

| 12. | Telephone              | Blunt, Kevin Griffin  |  |
| 13. | Kiss This Love Goodbye | Blunt, Griffin        |  |
| 14. | Hollywood              | Blunt, Hector, Robson |  |

## Critique
Moon Landing a reçu un accueil mitigé des critiques musicaux.

## Performances commerciales
En France, il démarra avec 13,900 exemplaires et une cinquième position au classement francophone. Dans le monde, il s'est vedu à 129,000 exemplaires en première semaine, soit une troisième position au classement mondial de la semaine du 9 novembre 2013. En seconde semaine, dans le monde, lors de la semaine du 16 novembre 2013, il passa à 68,000 autres exemplaires, soit un cumul de 197,000 ventes. Pendant sa troisième semaine, les ventes augmentèrent de 1,000 unités, soit 69,000 unités et un cumul à 266,000 ventes.

## Certification
| Pays                    | Certification | Unités certifiées |
| ----------------------- | ------------- | ----------------- |
| Allemagne (BVMI)        | 3x Or         | 300,000           |
| Australie (ARIA)        | Platine       | 70,000            |
| Autriche (IFPI Austria) | Platine       | 15,000            |
| Canada                  | Or            | 40,000            |
| France                  | Platine       | 100,000           |
| Hongrie                 | Platine       | 6,000             |
| Italie                  | Or            | 30,000            |
| Nouvelle-Zélande        | Or            | 7,500             |
| Pologne                 | Or            | 10,000            |
| Suisse                  | Platine       | 30,000            |
| Royaume-Uni             | Platine       | 387,745           |